# Ormtunga

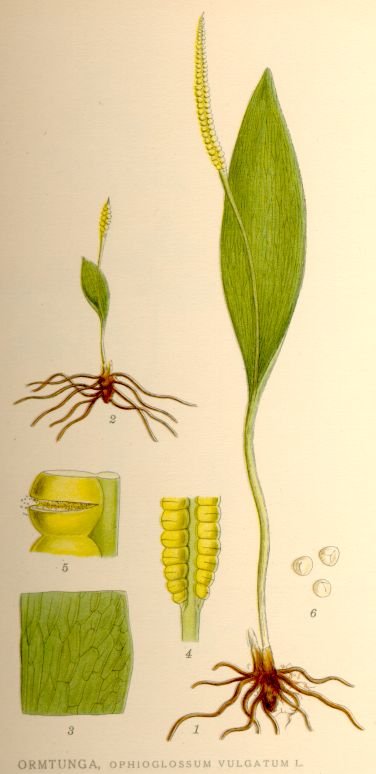
Ormtunga, med öppnade sporangier och sporer i förstoring.

Ormtunga (Ophioglossum vulgatum L.) är en liten (högst 15 cm) flerårig ormbunke. Den har en kort jordstam varifrån det skjuter upp ovanjordiska blad, delade i två flikar: dels en steril skiva, dels en smal, sporbildande del, som bär sporgömmen tätt radade i båda kanterna. Hos ormtungor är den sporbildande delen hel och smal, till skillnad från hos låsbräknar där den är parflikig. Ovanför den sporbildande delen avslutas den fertila bladfliken med en spets utan sporangier (se bild). Ormtungor och de andra låsbräkenväxterna har äkta rötter men saknar rothår. Rothårens funktion verkar istället fyllas av mykorrhiza. Sporangierna är runda och bara av en sort (låsbräkenväxter är isospora). Gametofyten (den haploida generationen) är underjordisk.

## Utbredning och ekologi
Ormtunga är den enda arten i släktet Ophioglossum som växer vilt i Norden. Den finns framför allt på strandängar och andra fuktiga gräsmarker, gärna på kalkrik mark. Ormtungans huvudutbredning följer Östersjökusten ända upp längs Bottenviken, längs både danska, svenska och finska kusten. I Norge är den mer sällsynt. Den antas ofta vara en relikt på sina inlandslokaler, men kan också vara vindspridd.

## Etymologi
Det svenska namnet ormtunga beskriver bladens utseende, och de flesta europeiska språk har namn som syftar på samma sak. Det vetenskapliga namnet kommer av grekiskans ophios orm och glossa tunga, vulgatum betyder vanlig.

## Ormtunga ifolktron
Ormtunga har använts i folkmedicinen på grund av sina blodstillande egenskaper.

## Bygdemål[5]
Lokala namn är:
- Herrekål i Närke. Herre säges här om något som är bra, utmärkt.
- Läketunga på Gotland. Jfr avsnittet ovan om folktro.